# پولادلی، ترتر
پولادلی (به لاتین: Poladlı) یک منطقه مسکونی در جمهوری آذربایجان است که در شهرستان ترتر واقع شده است. پولادلی ۴۴۱ نقر جمعیت دارد.